# Teln
En teln är ett förstärkande rep eller lina på ett fiskeredskap, speciellt de grövre rep/linor/vajrar som löper längs kanterna av ett fisknät, en trål eller not. På vertikalt stående nät (som drivgarn och sättgarn), trålar, snörpvadar med flera nätredskap, betecknar övertelnen linan längs redskapets övre kant som är försedd med flöten (flötteln) och undertelnen (sänktelnen) linan längs underkanten som är försedd med sänken (vilka hos en snörpvad utgörs av metallringar genom vilka snörplinan löper).
Exempel på fiskeredskap med flöten längs övertelnen och sänken längs undertelnen:

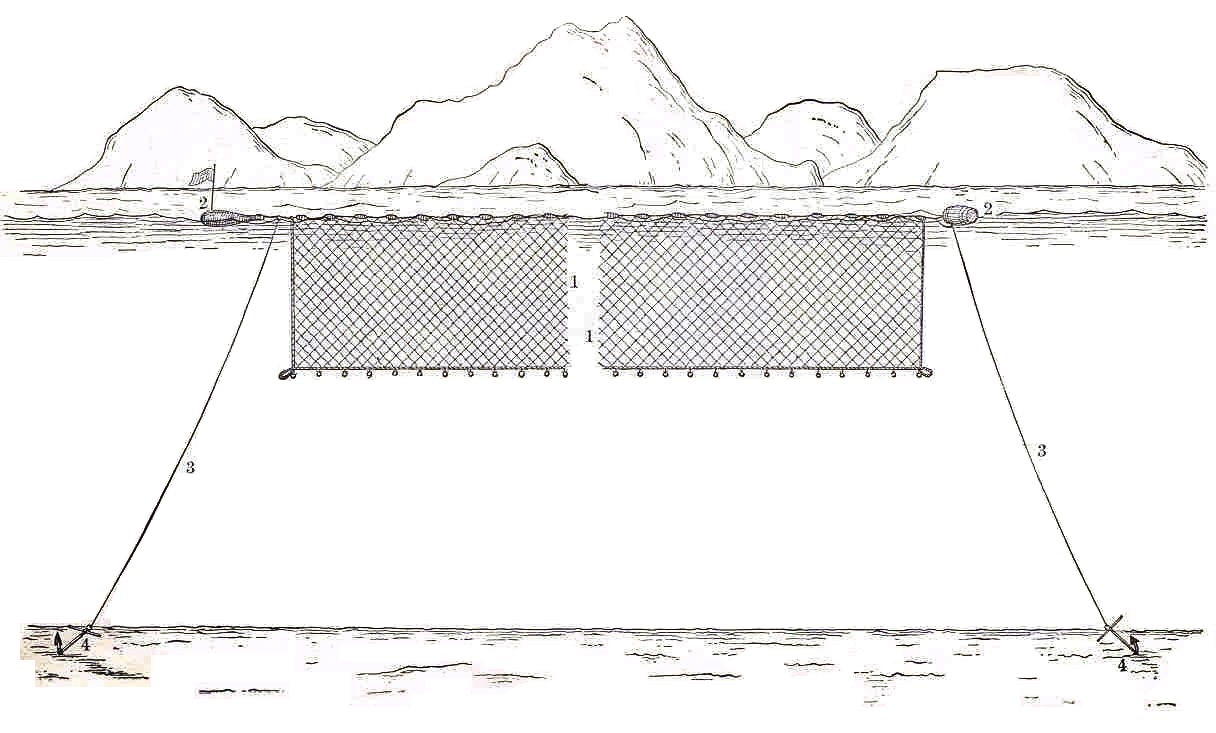
Ytstående sättgarn (förankrat flytnät).
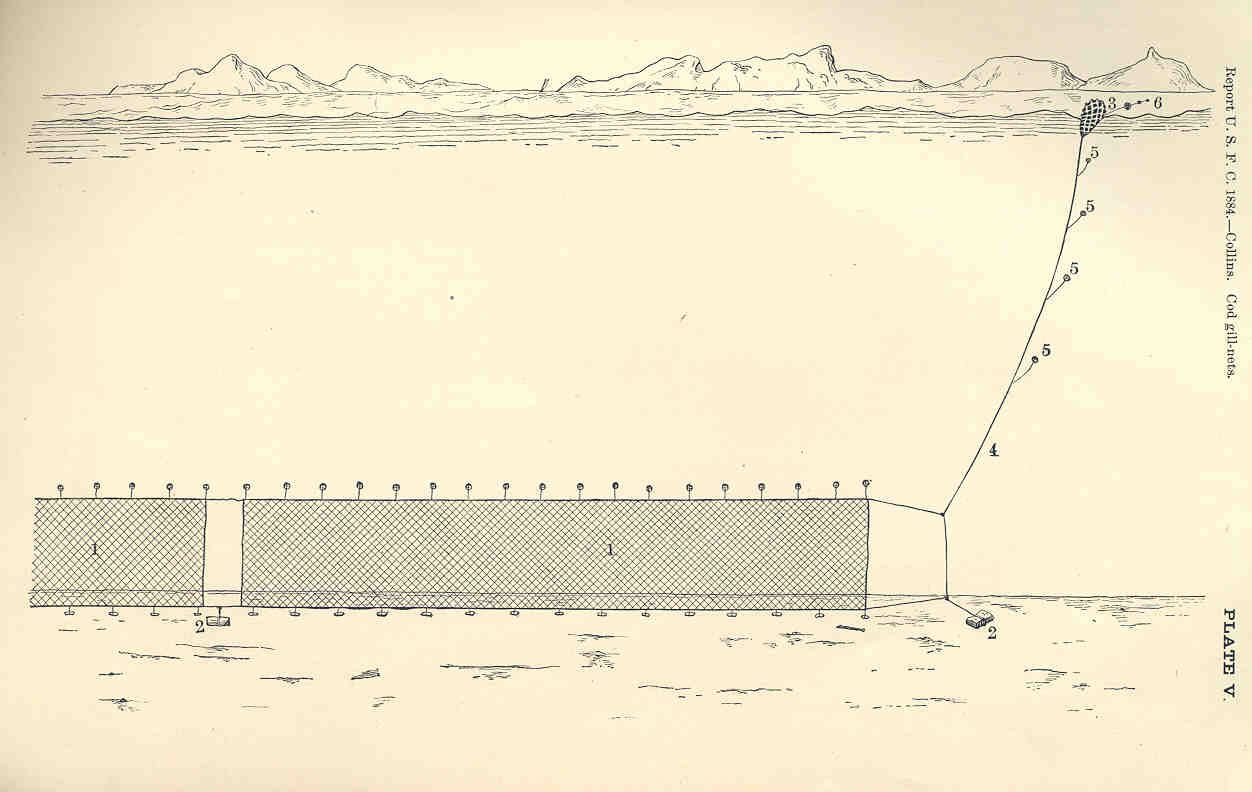
Bottenstående sättgarn (bottensatt garn).
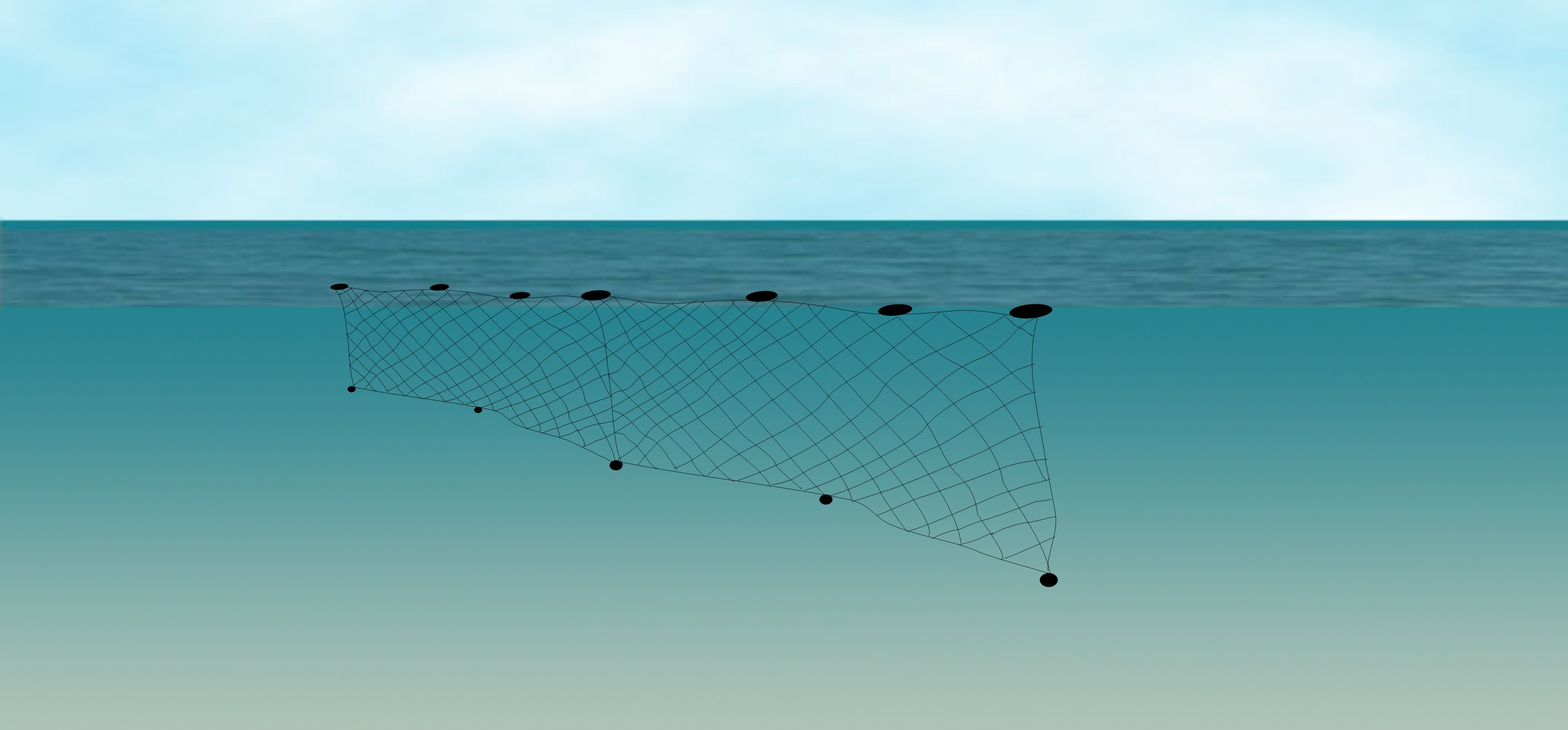
Drivgarn.
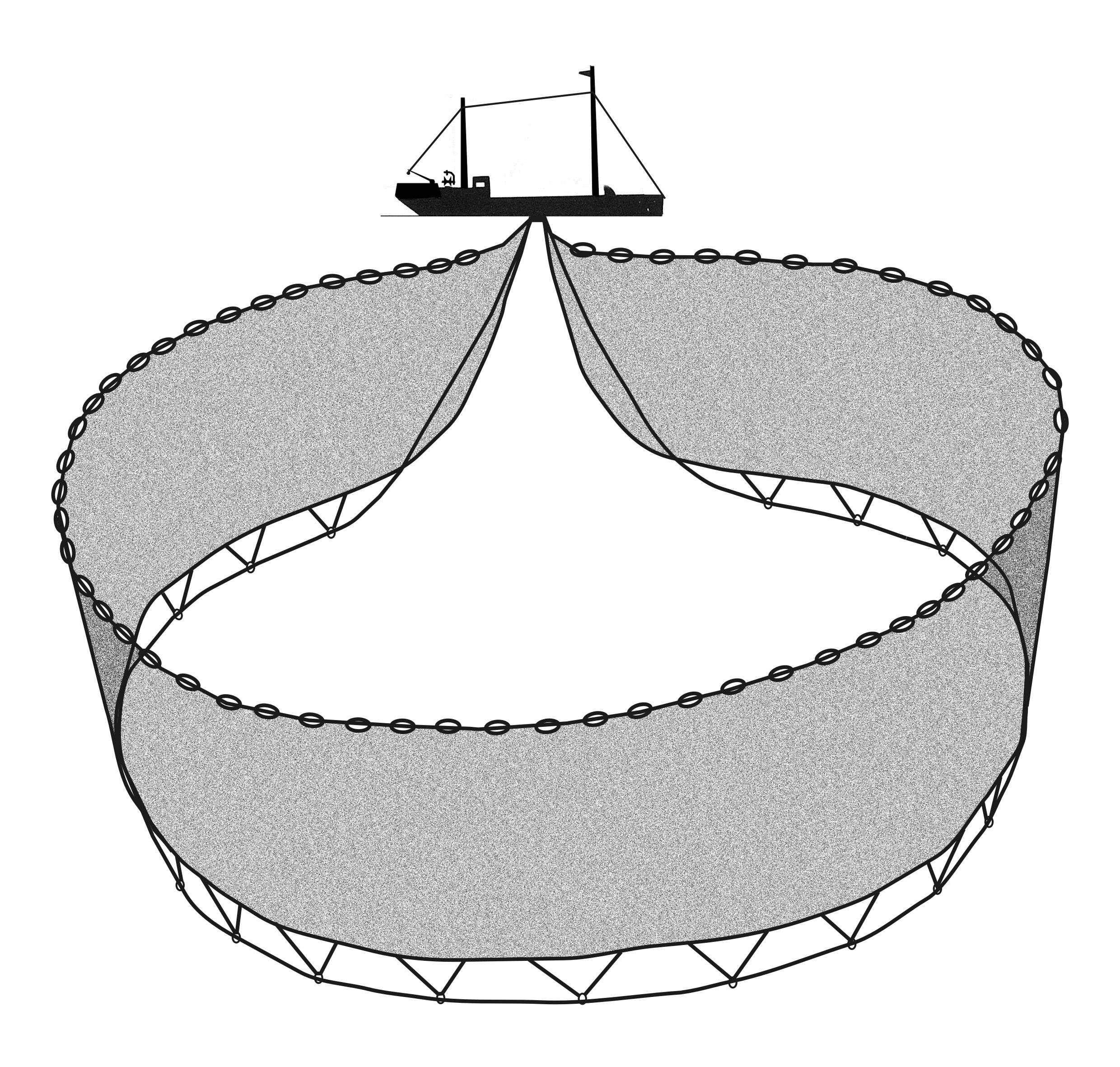
Snörpvad.